# リヒトマイヤー記念賞
リヒトマイヤー記念賞（Richtmyer Memorial Award）は、アメリカ物理学教師協会によって、物理学教育に貢献したアメリカ国内の物理学者やサイエンスコミュニケーターに授与される賞で、フロイド・K・リヒトマイヤーにちなんで1941年に設立された。受賞者は記念講演（Richtmyer Memorial Lecture）を行う。

## 受賞者
- 1941年 - アーサー・コンプトン
- 1942年 - Gordon Ferrie Hull
- 1944年 - Karl K. Darrow
- 1945年 - イジドール・イザーク・ラービ
- 1946年 - Paul E. Klopsteg
- 1947年 - ロバート・オッペンハイマー
- 1948年 - Homer L. Dodge
- 1949年 - Lee A. DuBridge
- 1950年 - ジョン・ヴァン・ヴレック
- 1951年 - ジョン・クラーク・スレイター
- 1952年 - エンリコ・フェルミ
- 1953年 - エドワード・ミルズ・パーセル
- 1954年 - ジョン・ホイーラー
- 1955年 - ユージン・ウィグナー
- 1956年 - ウォルター・ブラッテン
- 1957年 - エミリオ・セグレ
- 1958年 - フィリップ・モリソン
- 1959年 - チャールズ・タウンズ
- 1960年 - ジェームズ・ヴァン・アレン
- 1961年 - ウィリアム・ファウラー
- 1962年 - トーマス・ゴールド
- 1963年 - ヴォルフガング・パノフスキー
- 1964年 - フレッド・ホイル
- 1965年 - William M. Fairbank
- 1966年 - マレー・ゲルマン
- 1967年 - ロバート・H・ディッケ
- 1968年 - ロバート・ラスバン・ウィルソン
- 1969年 - スブラマニアン・チャンドラセカール
- 1970年 - アーサー・ショーロー
- 1971年 - エドウィン・ハーバート・ランド
- 1972年 - ロバート・B・レイトン
- 1973年 - マイケル・フィッシャー
- 1974年 - スティーヴン・ワインバーグ
- 1975年 - リカルド・ジャコーニ
- 1976年 - ブリトン・チャンス
- 1977年 - マイケル・ティンカム
- 1978年 - シドニー・ドレル
- 1979年 - William A. Nierenberg
- 1980年 - Edward C. Stone
- 1981年 - Hans Frauenfelder
- 1982年 - Karen McNally
- 1983年 - Edward A. Frieman
- 1984年 - デイヴィッド・シュラム
- 1985年 - ゲリー・ノイゲバウアー
- 1986年 - レオン・レーダーマン
- 1987年 - Clifford M. Will
- 1988年 - Peter A. Franken
- 1989年 - Robert J. Birgeneau
- 1990年 - スティーブン・チュー
- 1991年 - Larry W. Esposito
- 1992年 - キップ・ソーン
- 1993年 - リチャード・スモーリー
- 1994年 - シェルドン・グラショー
- 1995年 - Joseph Henry Taylor
- 1996年 - カール・ワイマン
- 1997年 - ユージン・スタンレー
- 1998年 - ダグラス・D・オシェロフ
- 1999年 - Wayne H. Knox
- 2000年 - ウィリアム・ダニエル・フィリップス
- 2001年 - Shirley Ann Jackson
- 2002年 - Jordan A. Goodman
- 2003年 - Margaret Murnane
- 2004年 - レネ・ハウ
- 2005年 - Carlos Bustamante
- 2006年 - Neil Ashby
- 2007年 - Alex Filippenko
- 2008/9年 - ヴェラ・ルービン
- 2010年 - 受賞者なし
- 2011年 - Kathryn Moler
- 2012年 - ブライアン・グリーン
- 2014年 - マイケル・ベリー
- 2016年 - Derek Muller
- 2017年 - Jay M. Pasachoff
- 2018年 - Mark Beck
- 2019年 - 受賞者なし
- 2020年 - 受賞者なし
- 2021年 - 受賞者なし
- 2022年 - 受賞者なし
- 2023年 - ジョスリン・ベル・バーネル
- 2024年 - Katherine Mack